# ملعب سوغاتاداسا
ملعب سوغاتاداسا هو ملعب متعدد الاستخدام يقع في كولمبو عاصمة سريلانكا. غالبا ما يتم استخدامه لمباريات كرة القدم. يسع الملعب لجلوس 25 ألف متفرج. يعتبر الملعب الرسمي الذي يخوض فيه منتخب سريلانكا مبارياته الدولية. تم بنائه في سنة 1991.